# منطقه گارمنت

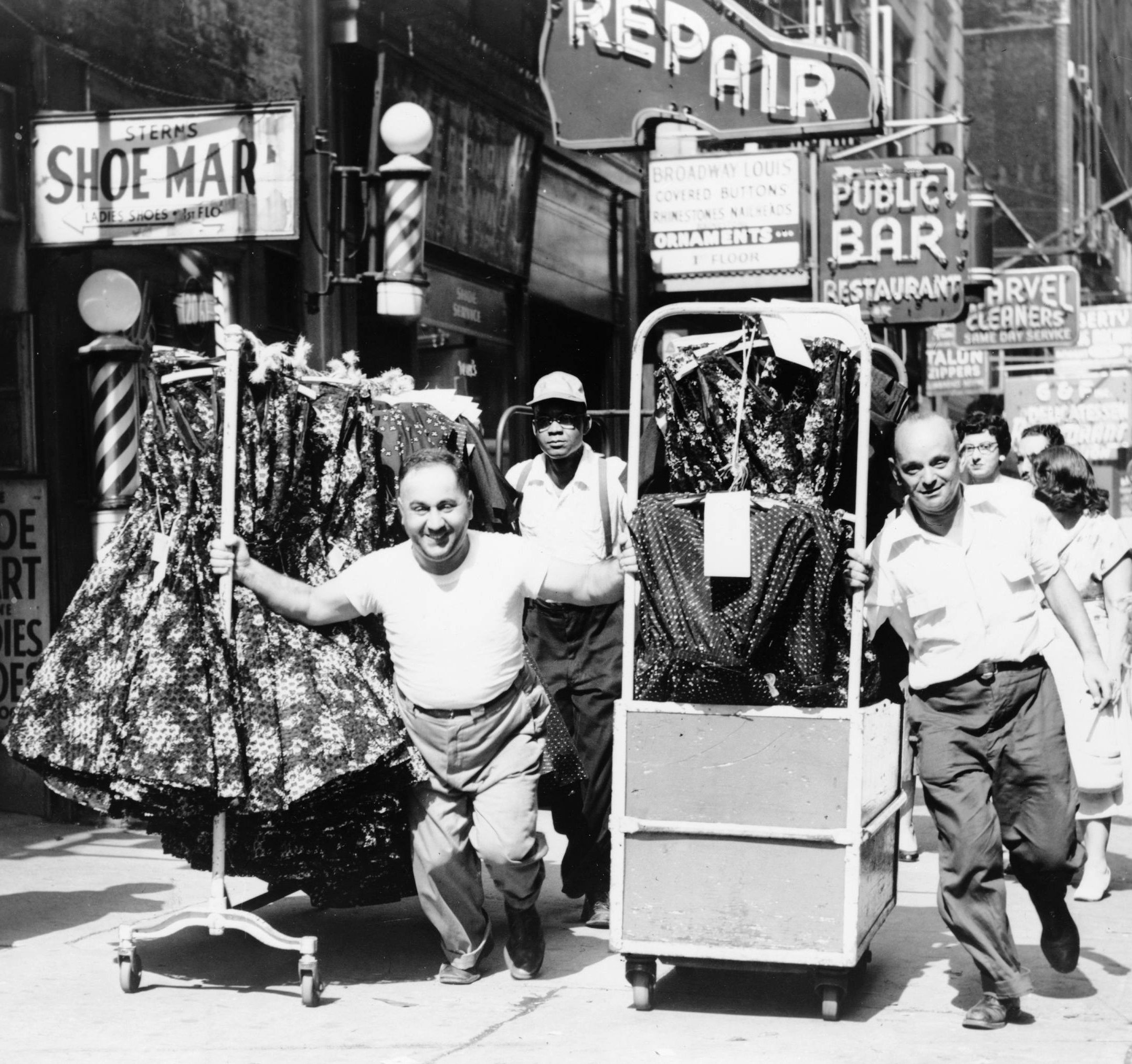
هیاهوی گارمنت در سال ۱۹۵۵

منطقه گارمنت (به انگلیسی: Garment District) همچنین شناخته‌شده با نام‌های مرکز گارمنت، بخش فشن و مرکز فشن، محله‌ای واقع شده در بخش منهتن شهر نیویورک در ایالات متحده آمریکا است. تراکم فروشگاه‌های دارای کاربری مد لباس باعث شهرت آن به نام مرکز فشن شده‌است. وسعت این منطقه کم‌تر از ۲٫۶ کیلومتر مربع است و مرزهای آن معمولاً بین خیابان نهم و خیابان پنجم از غرب و شرق و خیابان‌های سی و چهارم و چهل و دوم از شمال و جنوب در نظر گرفته می‌شود.
این محله میزبان برگزاری بسیاری از نمایشگاه‌های شهر نیویورک و فروشگاه‌های برندهای مطرح پوشاک است. انواع پروسه‌های پوشاک از طراحی و تولید تا عمده‌فروشی در این منطقه صورت می‌پذیرد.